# Poder de negociación
El poder de negociación es la capacidad relativa de las partes en una situación de ejercer influencia sobre la otra. Si ambas partes están en pie de igualdad en un debate, entonces ellos tienen el mismo poder de negociación, como en un mercado competitivo o entre un monopolio y un monopsonio igualado.
Son numerosos los campos en los que el concepto de poder de negociación ha resultado ser crucial para un análisis coherente: la teoría de juegos, la economía laboral, los convenios colectivos, las negociaciones diplomáticas, la resolución de litigios, el precio de los seguros, y cualquier negociación en general.

## Cálculo
Se han ideado varias fórmulas de poder de negociación. Una muy popular a partir de 1951 y debido al economista estadounidense Neil W. Chamberlain es:
Podemos definir el poder de negociación (de A, digamos) como el costo de B de no estar de acuerdo con la postura de A relativo al costo de estar de acuerdo con la postura de A ... Dicho de otra manera, un costo relativamente alto de B de estar en desacuerdo con A significa que el poder de negociación de A es fuerte. Un costo relativamente alto de acuerdo significa que el poder de negociación de A es débil. Estas declaraciones en sí mismas, sin embargo, no revelan nada de la fortaleza o debilidad de A con respecto a B, ya que B podría poseer de manera similar un poder de negociación fuerte o débil. Pero si el costo de B de no estar de acuerdo con la postura de A es mayor que el costo de estar de acuerdo con la postura de A, mientras que el costo de A de no estar de acuerdo con la postura de B es menor que el costo de estar de acuerdo con la postura de B, entonces el poder de negociación de A es mayor que el de B. De manera más general, sólo si la diferencia para B entre los costos de desacuerdo y acuerdo sobre la postura de A es proporcionalmente mayor que la diferencia para A entre los costos de desacuerdo y acuerdo sobre la postura de B se puede decir que el poder de negociación de A es mayor que el de B.
En otra fórmula, el poder de negociación se expresa como una proporción de la capacidad de una persona, para influenciar el otro participante, a los costos de no llegar a un acuerdo a esa parte: [cita requerida]
BPA (El poder de negociación de A) = (Beneficios y costos que pueden infligirles B) / (costo de no estar de acuerdo de A)
BP A(El poder de negociación de B) = (Beneficios y costos que pueden infligirles A) / (costo de no estar de acuerdo de B)
Si BPA es mayor que BPB, entonces A tiene mayor poder de negociación que B, y el acuerdo resultante tenderá a favorecer a A. Se espera lo contrario si B tiene mayor poder de negociación en su lugar.
Estas formulaciones y versiones más complejas con más variables definidas con precisión se han utilizado para describir el comportamiento de las partes en una negociación y determinar dónde su comportamiento va a caer dentro de las posibles opciones que podrían estar de acuerdo. Incluso en una situación de igualdad aparente puede haber factores subyacentes que modelos más complejos de intento de poder de negociación a incluir.

## Ejemplo
Aquí se relata un ejemplo donde se presentan grandes desigualdades en el poder de negociación entre dos partes:
Estefanía está solicitando un trabajo en la empresa Empre S.A. Solamente se ofrece un puesto de trabajo, y hay 100 personas diferentes que solicitan ese mismo puesto. Estefanía no tendrá que elegir entre los empleadores, ya que Empre S.A. es la única empresa de contratación en su ámbito. Por otro lado, Empre S.A. tendrá un montón de opciones, y estará en condiciones de ofrecer a Estefanía un modelo de contrato para el empleo, con salario mínimo y ninguna prestación extrasalarial más que el mínimo que marca la ley, e incluso menor, junto con la posibilidad de terminación del contrato en cualquier momento, a voluntad del empleador.

## El poder de compra
El poder de compra es un tipo específico de poder de negociación relativo a un comprador y un proveedor. Por ejemplo, un minorista puede ser capaz de dictar el precio a un pequeño proveedor si tiene una cuota de mercado grande o puede comprar a granel.